# Steinkreis von Kenmare

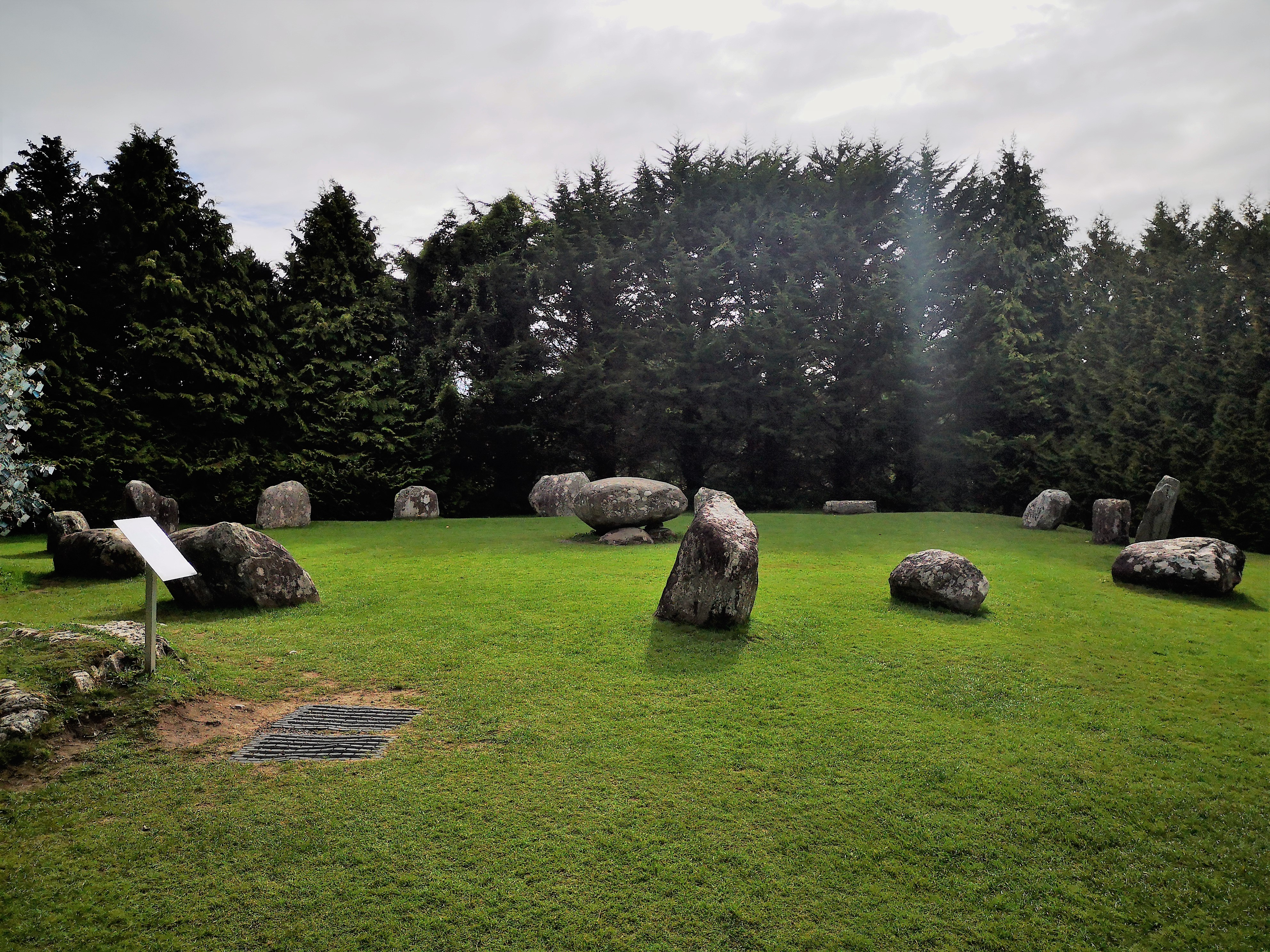
Steinkreis von Kenmare (2022)

Der Steinkreis von Kenmare (lokal „The Shruberries“, deutsch „die Gebüsche“, auch Druid’s Circle genannt) liegt westlich von Kenmare im County Kerry in Irland, nahe der Cromwell’s Bridge, einer der ältesten Brücken(ruinen) Irlands.
Im Gegensatz zu vielen anderen Steinkreisen der Cork-Kerry-Serie in Muster ist er eiförmig (17,4 × 15,8 m) und hat im Zentrum ein Boulder Burial (auch Boulder Tomb) mit einem etwa zwei Meter langen, 1,8 m breiten und 0,8 m dicken Deckstein. Das Gewicht des Steins beträgt etwa sieben Tonnen. Bolder Burials sind eine Abart der Steinkisten (englisch cist) und eine späte Entwicklung im Megalithanlagenbau auf der Insel.
Der Kreis aus 15 großen Steinen, von denen 13 stehen und zwei im Norden umgestürzt sind, ist der größte im County Kerry. Die Steinkreise der Cork-Kerry Serie haben stets ungerade Steinzahlen, die zwischen 5 und 17 liegen.